# Opération Damoclès
L'Opération Damoclès est une campagne secrète menée par le Mossad israélien en aout 1962 ; elle visait des scientifiques et des techniciens allemands, employés autrefois dans le programme de fusées de l'Allemagne nazie, et qui mettaient au point des fusées pour l'Égypte sur un site militaire désigné en anglais sous le nom de Factory 333. Selon Otto Joklik, un savant autrichien impliqué dans le projet, ce dernier mettait au point des fusées programmées pour utiliser des déchets radioactifs. 
Les principales tactiques étaient des colis piégés et des enlèvements. En mars 1963, le Premier ministre israélien David Ben Gourion exigea la démission d'Isser Harel, qui dirigeait alors le Mossad, et l'opération prit fin. Cependant, jointe à la pression diplomatique, elle conduisit les scientifiques allemands à quitter l'Égypte à la fin de 1963.

## Sources
- (en) Cet article est partiellement ou en totalité issu de l’article de Wikipédia en anglais intitulé « Operation Damocles » (voir la liste des auteurs).